# برند استورم
برند استورم (انگلیسی: Bernd Sturm؛ زادهٔ ۱۷ مهٔ ۱۹۵۲) بازیکن فوتبال است.